# Vecchio Angelo Mezzanotte
Vecchio Angelo Mezzanotte è un lungo poema narrativo dello scrittore e poeta statunitense Jack Kerouac che compose utilizzando cinque taccuini di appunti in prosa spontanea che scrisse tra il 1956 e il 1959, periodo in cui Kerouac dedicò principalmente i suoi studi al Buddismo e alla Filosofia Buddista
(Jack Kerouac, Vecchio Angelo Mezzanotte, Milano, Mondadori, 1999)

## Descrizione
Vecchio Angelo Mezzanotte fu elaborato come opera sperimentale, in cui le diverse influenze culturali studiate dall'autore trovano una delle loro migliori forme d'espressione nel pieno stile della prosa spontanea.
Il libro fu realizzato per celebrare il sentimento di grande amicizia con il giornalista Lucien Carr che oltre ad essere stato compagno di parecchie follie giovanili, nei primi anni quaranta presentò Kerouac ad Allen Ginsberg e William Burroughs.
Nell'introduzione la professoressa Ann Charters scrive:
I suoni ambientali e le sonorità Jazz del periodo sono inevitabilmente la trama sonora dell'opera caratterizzata dalla trasposizione cartacea di tali sensazioni uditive percepite dall'autore.